# ヴァイナル・ミュージック〜歌謡曲2.0〜
『ヴァイナル・ミュージック〜歌謡曲2.0〜』（ヴァイナル・ミュージック かようきょくニイテンゼロ）は、文化放送で2021年3月30日（29日深夜）から2023年3月24日（23日深夜）まで未明に生放送されていた音楽ワイド番組である。
このページでは、同年3月29日から始まった『ヴァイナル・ミュージックスペシャル』（同局から未ネット局の一部への裏送りで放送する再編集版）、ならびに2022年4月9日（8日深夜）から2025年3月29日（28日深夜）まで土曜未明（金曜深夜）に生放送され、姉妹番組と位置付けていた『ヴァイナル・ミュージック〜for. EK〜大人の歌謡クラブ』（ヴァイナル・ミュージック フォー・イー・ケイ おとなのかようクラブ）、その後継番組である『ヴァイナル・ミュージック〜for. EK〜歩け♪歌謡曲』（ヴァイナル・ミュージック フォー・イー・ケイ あるけ かようきょく）についても取り上げる。

## 開始までの経緯
この時間帯は1968年11月19日以来『日野ミッドナイトグラフィティ 走れ!歌謡曲』が放送されてきたが、日野自動車の単独スポンサー撤退を理由に2021年3月27日（26日深夜）放送分で終了したことに伴って放送枠を継承。曜日別の女性パーソナリティが生放送で歌謡曲を中心に取り上げる構成も引き継いだが、放送内容やパーソナリティも一新している（詳細後述）。
なお、『走れ!歌謡曲』の最終ネット局からは、中国放送が全編を同時ネット。ラジオ大阪は開始時は4時台のみ、福井放送は同番組に続いて3時台にのみ放送していた。その一方で、東海ラジオは本番組ではなく『CultureZ』（文化放送における前枠番組）の同時ネットを開始。本番組の時間帯には、ニッポン放送が制作する『オールナイトニッポン0（ZERO）』の同時ネットへ切り替えた。

## 概要

### 『ヴァイナル・ミュージック～歌謡曲2.0～』
文化放送が保有する数多くのアナログレコード（ヴァイナルレコード）から、主に「シティ・ポップ」の楽曲を放送。TikTokやReel（リール、Instagramのショートムービー投稿機能）を通じてブームを起こすことを意図しているほか、放送した楽曲のプレイリストをSpotifyで公開している。
文化放送では本番組の開始に際して、「思い切った施策で新たな風を取り込むことは大切ですが、一方で、長年にわたり絆を築いてきたリスナー、ファンとの関係も大切にしたいと考えます」と思いを示したうえで「特に平日の深夜ゾーンは、まだミドル世代以上のリスナーが数多く存在します。“古き良きもの”を“新しく魅せる”ことができ、多くの世代のココロを動かしていくのが『シティ・ポップ』、そして『ヴァイナル・ミュージック』だと考え、昔レコードに慣れ親しんだ人には懐かしさを、若い人には新しい音楽メディアとして温かさと興味を届ける」生放送の音楽番組であることを説明している。
番組タイトルロゴ・イラストについては、火曜（月曜深夜）担当の703号室・岡谷柚奈の実妹であるイラストレーターの岡谷柚果（蛍2nd）が手掛けている。
番組内では週替わりで設定される全曜日共通のテーマに沿って、パーソナリティにとって思い入れの深い楽曲やリスナーからのリクエスト曲を随時放送。放送中にTwitter上の番組公式アカウントへ寄せられたツイートも、盛んに取り上げている。
ヴァイナルレコードと他の媒体（CDやオンライン配信など）で発表された楽曲をヴァイナルレコードから放送する場合に、パーソナリティが「この曲はヴァイナル版でお聞き下さい」と紹介することが特徴。また3時台には『走れ!歌謡曲』に続いて「文化放送プラスチューン」（同局が週替わりで選ぶ推薦曲）、4:30頃には「ウィークリーソング」（『走れ!歌謡曲』内の企画「走れ!歌謡曲 今週の1曲」を改題したうえで継承）も必ず流している。「プラスチューン」では制作局名の「文化放送」を冠しているほか、推薦曲が演歌の場合にも放送している。
2022年2月26日（25日深夜）放送回で、土曜（金曜深夜）パーソナリティを担当する文化放送アナウンサーの坂口愛美が、4月4日放送開始の同局の平日朝の新ワイド番組『おとなりさん』に5曜日出演が発表されたことを受け、3月26日（25日深夜）放送回をもって本番組を降板（坂口曰く「ファーストシーズン終了」と表現）することを生報告。予定通り同日放送回で土曜パーソナリティを降板した。坂口はその後、2024年9月30日よりナイターオフ期間に放送される『みんなの音楽室』（月 - 金曜 18:45 - 19:00、NRN系列29局とCBCラジオ・琉球放送 (JRN系列) をネット）のパーソナリティに起用。文化放送の音楽番組パーソナリティとして本番組降板以来2年半ぶりに復帰している。
2022年度は、土曜の『大人の歌謡クラブ』（後述）の放送開始に伴い、火 - 金曜（月 - 木曜深夜）の週4回の放送に変更となった。
しかし、9月で福井放送へのネット（3時台のみ）が終了（後述）。さらに岡谷担当の2023年1月31日（30日深夜）放送回で、同年3月20日の週をもって本番組を終了することが告知された。そして、コバソロ・スペシャル / こぴ担当の同年3月24日（23日深夜）の放送をもって、『ヴァイナル・ミュージック～歌謡曲2.0～』はスペシャル回も含めて全469回・2年に渡る番組の歴史に幕を下ろした。
火 - 金曜の本時間帯の後番組として、アーティスト特集型音楽番組『ARTIST FC』が同年3月28日（27日深夜）より放送開始。『歌謡曲2.0』の最終ネット局からはラジオ大阪のみ同時ネットを実施する。また、『ARTIST FC』は通常放送では事前収録の実質的な音楽フィラー番組となるため、長年続いてきた火 - 金曜の本時間帯の生放送番組は一旦終了となるが、同年6月以後、本番組や『走れ!歌謡曲』の歴代パーソナリティらが、番組のスタンスをそのまま生かした『ARTIST FCスペシャル』を不定期で生放送していた（一部は事前録音回あり）。

### 『ヴァイナル・ミュージック～for. EK～大人の歌謡クラブ』→『ヴァイナル・ミュージック～for．EK～歩け♪歌謡曲』
2022年4月9日（8日深夜）より、本番組の土曜版は『ヴァイナル・ミュージック〜for. EK〜大人の歌謡クラブ』にタイトルを改め、演歌・歌謡曲（Enka・Kayoukyoku）に着目した番組にリニューアルした。選曲傾向として『走れ!歌謡曲』のテイストを事実上復活させることになる。
パーソナリティは週替わり担当制で、フリーアナウンサーの小林奈々絵（第1週）と仁科美咲（第2週）が文化放送の本時間帯の番組担当として「復帰」し、加えて演歌歌手の羽山みずき（第3週）と、2022年6月29日にソロ演歌歌手デビューの山西アカリ（第4週）が新たに務める。なお、第5週のある月の場合は、スペシャルパーソナリティを迎えて放送する（番組が第2週からのスタートとなるため、2022年4月のみ第5週に小林が出演。）。
3時台の後半には事前録音によるゲストトークコーナーを設けている。
なお、番組公式Twitter（現：X）では母体番組『歌謡曲2.0』が終了する翌週以降の出演予定を発表しており、2023年春改編以降も番組は継続し、上記平日版（火 - 金曜）は終了したものの、『ヴァイナル・ミュージック』の冠タイトルはこれまで通り残している。
2025年4月改編で、『大人の歌謡クラブ』を同年3月29日（28日深夜）の放送をもって最終回とし、翌週4月5日（4日深夜）より『ヴァイナル・ミュージック〜for. EK〜歩け♪歌謡曲』に改題・リニューアルして放送することを3月1日（2月28日深夜）の生放送中に第1週担当の小林が発表した。小林・仁科・羽山・山西はリニューアル後も週替わりパーソナリティを続投する。ラジオ大阪も引き続きネットする。なお、上述の『ARTIST FC』は2025年3月をもって終了。火 - 金曜において1968年放送開始の『東京ミッドナイト』以来続いていた午前3・4時台のワイド番組枠が廃止となる一方で、『歩け♪歌謡曲』が放送される土曜同時間帯のみワイド番組枠が継続されることになった。
『走れ!歌謡曲』以来となる天気予報が3時台に設定されたほか、4時の時報直後には新たに「歩けソング」のコーナーが設けられ、「THEカルテット」による歌唱が行なわれる。

## 放送時間

### 『ヴァイナル・ミュージック〜歌謡曲2.0〜』
- 2021年3月30日 - 2022年4月2日　火 - 土曜 3:00 - 5:00（月 - 金曜深夜）
  - 2021年7月6日（火曜）以降は、制作局の文化放送が、編成上の事情から4時台の終盤[注 9]で放送を終了（いわゆる「飛び降り」）。飛び降り後は、ラジオ大阪・中国放送への裏送り向けに放送を続ける一方で、自社では5:00までの時間帯をラジオショッピング番組の放送枠に充てている。このため、通常時には中国放送だけが全編（120分）を放送していた[注 10]。
  - 2022年4月5日からの編成変更に先行して、放送開始時点では放送曜日・時間について「前日深夜」として放送・公式サイトの表示[注 11][注 12]をしていたものを同年3月29日放送からは「当日早朝」の扱いに変更となる。
- 2022年4月5日 - 2023年3月24日　火 - 金曜  3:00 - 5:00（月 - 木曜深夜）
  - ラジオ大阪は同日から、『大人の歌謡クラブ』を含む全曜日でフルネットを実施[13]。このため、この週より5曜日すべて120分放送するのはラジオ大阪のみ（2022年10月現在、4:45 - 5:00は文化放送からラジオ大阪への裏送り）となる。

### 『ヴァイナル・ミュージック〜for. EK〜大人の歌謡クラブ』→『ヴァイナル・ミュージック～for．EK～歩け♪歌謡曲』
- 2022年4月9日 - 2023年3月25日　土曜 3:00 - 5:00（金曜深夜）
  - 4:45 - 5:00は文化放送から最終15分をネットする局への裏送りとなっていた。
- 2023年4月1日 - 　土曜 3:00 - 4:45（金曜深夜）
  - 文化放送は2024年7月13日（12日深夜）以降、ステーションブレイクなしで次番組を放送するため、番組表上4:44で放送終了となる。
  - 「オトナのホンネ 文化放送スペシャルウィーク」期間中の2024年4月16日 - 20日（15日 - 19日深夜）は、同局が2024年度の上半期に「トラックドライバー応援キャンペーン」（いわゆる「2024年問題」で物流危機に直面しているトラックドライバーへの応援企画）を展開している一環で[14]特別番組『ミッドナイトグラフィティ 走れ!歌謡曲』の期間限定復活生放送を編成するため[15]、『ARTIST FC』（火 - 金曜）と共に当番組は休止となった[16]。

## ネット局

### 『ヴァイナル・ミュージック〜歌謡曲2.0〜』
| 放送対象地域 | 放送局            | 放送時間              | 放送時間              | 放送時間              | 放送時間              | 放送時間              | 放送期間                                             | 備考      |
| 放送対象地域 | 放送局            | 2021.3.30 ~ 2021.7.3  | 2021.7.6 ~ 2021.9.25  | 2021.9.28 ~ 2022.3.26 | 2022.3.29 ~ 2022.9.23 | 2022.9.27 ~ 2023.3.24 | 放送期間                                             | 備考      |
| ------------ | ----------------- | --------------------- | --------------------- | --------------------- | --------------------- | --------------------- | ---------------------------------------------------- | --------- |
| 関東広域圏   | 文化放送（QR）    | 火 - 土曜 3:00 - 5:00 | 火 - 土曜 3:00 - 4:49 | 火 - 土曜 3:00 - 4:45 | 火 - 金曜 3:00 - 4:45 | 火 - 金曜 3:00 - 4:45 | 2021年3月30日（29日深夜）- 2023年3月24日（23日深夜） | 制作局    |
| 近畿広域圏   | ラジオ大阪（OBC） | 火 - 土曜 4:00 - 5:00 | 火 - 土曜 4:00 - 5:00 | 火 - 土曜 4:00 - 5:00 | 火 - 金曜 3:00 - 5:00 | 火 - 金曜 3:00 - 5:00 | 2021年3月30日（29日深夜）- 2023年3月24日（23日深夜） | [ 注 13 ] |
| 広島県       | 中国放送（RCC）   | 火 - 土曜 3:00 - 5:00 | 火 - 土曜 3:00 - 5:00 | 火 - 土曜 3:00 - 5:00 | 火曜 3:00 - 4:45      | 火 - 金曜 3:00 - 4:45 | 2021年3月30日（29日深夜）- 2023年3月24日（23日深夜） | [ 注 13 ] |
| 広島県       | 中国放送（RCC）   | 火 - 土曜 3:00 - 5:00 | 火 - 土曜 3:00 - 5:00 | 火 - 土曜 3:00 - 5:00 | 水 - 金曜 3:00 - 5:00 | 火 - 金曜 3:00 - 4:45 | 2021年3月30日（29日深夜）- 2023年3月24日（23日深夜） | [ 注 13 ] |
| 福井県       | 福井放送（FBC）   | 火 - 土曜 3:00 - 4:00 | 火 - 土曜 3:00 - 4:00 | 火 - 土曜 3:00 - 4:00 | 火 - 金曜 3:00 - 4:00 | （放送なし）          | 2021年3月30日（29日深夜）- 2022年9月23日（22日深夜） | [ 注 14 ] |

### 『ヴァイナル・ミュージック〜for. EK〜大人の歌謡クラブ』→『ヴァイナル・ミュージック～for．EK～歩け♪歌謡曲』
| 放送対象地域 | 放送局            | 放送時間         | 放送期間                  | 備考                              |
| ------------ | ----------------- | ---------------- | ------------------------- | --------------------------------- |
| 関東広域圏   | 文化放送（QR）    | 土曜 3:00 - 4:44 | 2022年4月9日（8日深夜） - | 制作局                            |
| 近畿広域圏   | ラジオ大阪（OBC） | 土曜 3:00 - 4:45 | 2022年4月9日（8日深夜） - | 2023年3月25日までは5:00まで放送。 |

#### 過去のネット局
- 福井放送（放送開始 - 2022年9月24日　土曜 3:00 - 4:00）[注 14]
- 中国放送（放送開始 - 2023年3月25日）[注 16]

## パーソナリティ
太字は文化放送アナウンサー
| 期間    | 期間    | 火曜 （月曜深夜）  | 水曜 （火曜深夜） | 木曜 （水曜深夜）     | 金曜 （木曜深夜）     | 金曜 （木曜深夜）  | 土曜 （金曜深夜）                                                                                     | 備考 |
| ------- | ------- | ------------------ | ----------------- | --------------------- | --------------------- | ------------------ | --- | --- |
| 2021.3  | 2021.4  | 703号室・ 岡谷柚奈 | 豊田萌絵          | ゆりめり （Yui、Mei） | コバソロ・ スペシャル | こぴ               | 坂口愛美                                                                                              | |
| 2021.5  | 2021.5  | 703号室・ 岡谷柚奈 | 豊田萌絵          | ゆりめり （Yui、Mei） | コバソロ・ スペシャル | 未来               | 坂口愛美                                                                                              | |
| 2021.6  | 2021.6  | 703号室・ 岡谷柚奈 | 豊田萌絵          | ゆりめり （Yui、Mei） | コバソロ・ スペシャル | Lefty Hand Cream   | 坂口愛美                                                                                              | |
| 2021.7  | 2021.7  | 703号室・ 岡谷柚奈 | 豊田萌絵          | ゆりめり （Yui、Mei） | コバソロ・ スペシャル | こぴ               | 坂口愛美                                                                                              | |
| 2021.8  | 2021.8  | 703号室・ 岡谷柚奈 | 豊田萌絵          | ゆりめり （Yui、Mei） | コバソロ・ スペシャル | TOMOO              | 坂口愛美                                                                                              | |
| 2021.9  | 2021.9  | 703号室・ 岡谷柚奈 | 豊田萌絵          | ゆりめり （Yui、Mei） | コバソロ・ スペシャル | rei （Nagie Lane） | 坂口愛美                                                                                              | |
| 2021.10 | 2021.10 | 703号室・ 岡谷柚奈 | 豊田萌絵          | ゆりめり （Yui、Mei） | コバソロ・ スペシャル | 未来               | 坂口愛美                                                                                              | |
| 2021.11 | 2021.11 | 703号室・ 岡谷柚奈 | 豊田萌絵          | ゆりめり （Yui、Mei） | コバソロ・ スペシャル | こぴ               | 坂口愛美                                                                                              | |
| 2021.12 | 2021.12 | 703号室・ 岡谷柚奈 | 豊田萌絵          | ゆりめり （Yui、Mei） | コバソロ・ スペシャル | 有華               | 坂口愛美                                                                                              | |
| 2022.1  | 2022.1  | 703号室・ 岡谷柚奈 | 豊田萌絵          | ゆりめり （Yui、Mei） | コバソロ・ スペシャル | Lefty Hand Cream   | 坂口愛美                                                                                              | |
| 2022.2  | 2022.2  | 703号室・ 岡谷柚奈 | 豊田萌絵          | ゆりめり （Yui、Mei） | コバソロ・ スペシャル | 有華               | 坂口愛美                                                                                              | |
| 2022.3  | 2022.3  | 703号室・ 岡谷柚奈 | 豊田萌絵          | ゆりめり （Yui、Mei） | コバソロ・ スペシャル | 杏沙子             | 坂口愛美                                                                                              | |
| 2022.4  | 2022.4  | 703号室・ 岡谷柚奈 | 豊田萌絵          | ゆりめり （Yui、Mei） | コバソロ・ スペシャル | こぴ               | 第1週：小林奈々絵 第2週：仁科美咲 第3週：羽山みずき 第4週：山西アカリ 第5週：スペシャルパーソナリティ | 土曜担当の坂口が降板、姉妹番組 「ヴァイナル・ミュージック〜 for. EK〜大人の歌謡クラブ」に リニューアルし、週替わり担当制となる。 |
| 2022.5  | 2022.5  | 703号室・ 岡谷柚奈 | 豊田萌絵          | ゆりめり （Yui、Mei） | コバソロ・ スペシャル | rei （Nagie Lane） | 第1週：小林奈々絵 第2週：仁科美咲 第3週：羽山みずき 第4週：山西アカリ 第5週：スペシャルパーソナリティ | |
| 2022.6  | 2022.6  | 703号室・ 岡谷柚奈 | 豊田萌絵          | ゆりめり （Yui、Mei） | コバソロ・ スペシャル | 有華               | 第1週：小林奈々絵 第2週：仁科美咲 第3週：羽山みずき 第4週：山西アカリ 第5週：スペシャルパーソナリティ | |
| 2022.7  | 2022.7  | 703号室・ 岡谷柚奈 | 豊田萌絵          | ゆりめり （Yui、Mei） | コバソロ・ スペシャル | 福田未来           | 第1週：小林奈々絵 第2週：仁科美咲 第3週：羽山みずき 第4週：山西アカリ 第5週：スペシャルパーソナリティ | |
| 2022.8  | 2022.8  | 703号室・ 岡谷柚奈 | 豊田萌絵          | ゆりめり （Yui、Mei） | コバソロ・ スペシャル | Lefty Hand Cream   | 第1週：小林奈々絵 第2週：仁科美咲 第3週：羽山みずき 第4週：山西アカリ 第5週：スペシャルパーソナリティ | |
| 2022.9  | 2022.9  | 703号室・ 岡谷柚奈 | 豊田萌絵          | ゆりめり （Yui、Mei） | コバソロ・ スペシャル | 五味未知子         | 第1週：小林奈々絵 第2週：仁科美咲 第3週：羽山みずき 第4週：山西アカリ 第5週：スペシャルパーソナリティ | |
| 2022.10 | 2022.10 | 703号室・ 岡谷柚奈 | 豊田萌絵          | ゆりめり （Yui、Mei） | コバソロ・ スペシャル | rei （Nagie Lane） | 第1週：小林奈々絵 第2週：仁科美咲 第3週：羽山みずき 第4週：山西アカリ 第5週：スペシャルパーソナリティ | |
| 2022.11 | 2022.11 | 703号室・ 岡谷柚奈 | 豊田萌絵          | ゆりめり （Yui、Mei） | コバソロ・ スペシャル | こぴ               | 第1週：小林奈々絵 第2週：仁科美咲 第3週：羽山みずき 第4週：山西アカリ 第5週：スペシャルパーソナリティ | |
| 2022.12 | 2022.12 | 703号室・ 岡谷柚奈 | 豊田萌絵          | ゆりめり （Yui、Mei） | コバソロ・ スペシャル | 福田未来           | 第1週：小林奈々絵 第2週：仁科美咲 第3週：羽山みずき 第4週：山西アカリ 第5週：スペシャルパーソナリティ | |
| 2023.1  | 2023.1  | 703号室・ 岡谷柚奈 | 豊田萌絵          | ゆりめり （Yui、Mei） | コバソロ・ スペシャル | 有華               | 第1週：小林奈々絵 第2週：仁科美咲 第3週：羽山みずき 第4週：山西アカリ 第5週：スペシャルパーソナリティ | |
| 2023.2  | 2023.2  | 703号室・ 岡谷柚奈 | 豊田萌絵          | ゆりめり （Yui、Mei） | コバソロ・ スペシャル | 杏沙子             | 第1週：小林奈々絵 第2週：仁科美咲 第3週：羽山みずき 第4週：山西アカリ 第5週：スペシャルパーソナリティ | |
| 2023.3  | 2023.3  | 703号室・ 岡谷柚奈 | 豊田萌絵          | ゆりめり （Yui、Mei） | コバソロ・ スペシャル | こぴ               | 第1週：小林奈々絵 第2週：仁科美咲 第3週：羽山みずき 第4週：山西アカリ 第5週：スペシャルパーソナリティ | |
| 2023.4  | 2025.3  | （ARTIST FC）      | （ARTIST FC）     | （ARTIST FC）         | （ARTIST FC）         | （ARTIST FC）      | 第1週：小林奈々絵 第2週：仁科美咲 第3週：羽山みずき 第4週：山西アカリ 第5週：スペシャルパーソナリティ | 火 - 金曜『歌謡曲2.0』が終了し、土曜『大人の歌謡クラブ』のみ継続                                                                 |
| 2025.4  | 現在    | （時間帯別番組）   | （時間帯別番組）  | （時間帯別番組）      | （時間帯別番組）      | （時間帯別番組）   | 第1週：小林奈々絵 第2週：仁科美咲 第3週：羽山みずき 第4週：山西アカリ 第5週：スペシャルパーソナリティ | 『大人の歌謡クラブ』が『歩け♪歌謡曲』へリニューアル                                                                              |

### スペシャルパーソナリティ・代役など
ヴァイナル・ミュージック〜歌謡曲2.0〜
| 回  | 放送日          | パーソナリティ                    | 出典・備考                                                                                                  |
| --- | --------------- | --------------------------------- | --- |
| 117 | 2021年 9月8日   | 中島愛                            | 2021年秋のスペシャル企画第1弾 スペシャルパーソナリティ                                                      |
| 199 | 2021年 12月31日 | コバソロ                          | [ 注 23 ]                                                                                                   |
| 212 | 2022年 1月19日  | 小田果林                          | 豊田が体調不良のため代役                                                                                    |
| 215 | 2022年 1月22日  | 群咲 （木村千咲、ラムシーニ）     | 坂口が新型コロナウイルス感染症の「濃厚接触者の疑い」となったため代役                                        |
| 222 | 2022年 2月2日   | 小田果林                          | 豊田が新型コロナウイルス感染症の「濃厚接触者」となったため代役                                              |
| 227 | 2022年 2月9日   | 群咲                              | 豊田が新型コロナウイルス感染症に罹患したため代役                                                            |
| 264 | 2022年 4月1日   | いとうあさこ                      | 文化放送開局70周年記念企画の一環で起用、 『ヴァイナル・ミュージックSP いとうあさこのセイ!ヤング』として放送 |
| 265 | 2022年 4月2日   | 武田鉄矢 （パートナー：水谷加奈） | 文化放送開局70周年記念企画の一環で起用                                                                      |
| 282 | 2022年 5月3日   | 仁科美咲                          | 岡谷が体調不良のため代役                                                                                    |
| 419 | 2022年 12月28日 | 小田果林                          | 豊田が新型コロナウイルス感染症の「濃厚接触者の疑い」となったため代役                                        |

※以下は、備考欄に出典のみ表記している場合は第5週のスペシャルパーソナリティとしての出演。
ヴァイナル・ミュージック～for. EK～大人の歌謡クラブ
| 回  | 放送日         | パーソナリティ | 出典・備考 |
| --- | -------------- | -------------- | --- |
| 17  | 2022年 7月30日 | おかゆ         | [ 53 ] [ 54 ] |
| 30  | 10月29日       | 岩波理恵       | [ 55 ] [ 56 ] |
| 39  | 12月31日       | 花咲ゆき美     | [ 57 ] |
| 56  | 2023年 4月29日 | 山西アカリ     | この前の同月22日放送分（第4週の定例レギュラー）と合わせて実質2週連続で担当。                                              |
| 69  | 7月29日        | 井上由美子     | [ 59 ] [ 60 ] |
| 77  | 9月23日        | 仁科美咲       | 山西が体調不良のため代役。ただし、事前収録のゲストコーナー（後述）は予定通り山西が担当。                                  |
| 78  | 9月30日        | 松城ゆきの     | [ 63 ] [ 64 ] |
| 91  | 12月30日       | 松城ゆきの     | |
| 104 | 2024年 3月30日 | 羽山みずき     | 同年4月担当回が休止（上述）となるための代替。                                                                             |
| 116 | 6月29日        | YuM            | [ 66 ] [ 67 ] |
| 125 | 8月31日        | YuM            | [ 68 ] [ 69 ] |
| 137 | 11月30日       | 山西アカリ     | 同年9月担当回が休止（上述）となったための振替で、この前の同月23日放送分（第4週の定例レギュラー）と合わせて2週連続で担当。 |
| 154 | 2025年 3月29日 | 岩波理恵       | 『大人の歌謡クラブ』最終回のパーソナリティを担当。                                                                        |

ヴァイナル・ミュージック～for. EK～歩け♪歌謡曲
| 回 | 放送日         | パーソナリティ | 出典・備考                                            |
| -- | -------------- | -------------- | ----------------------------------------------------- |
| 9  | 2025年 5月31日 | YuM            | 『歩け♪歌謡曲』改題後最初のスペシャルパーソナリティ。 |

## スタジオゲスト
ヴァイナル・ミュージック〜歌謡曲2.0〜
| 回  | 放送日         | スタジオゲスト                                             | 出典・備考       |
| --- | -------------- | ---------------------------------------------------------- | ---------------- |
| 3   | 2021年 4月1日  | tonun                                                      |                  |
| 33  | 5月13日        | たいせー おかのやともか                                    |                  |
| 35  | 5月15日        | 鈴木おさむ                                                 |                  |
| 75  | 7月10日        | 鈴木おさむ                                                 |                  |
| 124 | 9月17日        | baratti（Nagie Lane）                                      |                  |
| 125 | 9月18日        | 友近                                                       |                  |
| 127 | 9月22日        | 青木佑磨                                                   |                  |
| 140 | 10月9日        | 鈴木おさむ                                                 | [ 注 28 ]        |
| 150 | 10月23日       | 林家たい平                                                 | [ 注 29 ]        |
| 195 | 12月25日       | 林家たい平                                                 | [ 注 29 ]        |
| 200 | 2022年 1月1日  | 鈴木おさむ                                                 |                  |
| 201 | 1月4日         | 岡谷柚果（蛍2nd）                                          | [ 注 31 ]        |
| 250 | 3月12日        | 鈴木おさむ                                                 | [ 注 33 ]        |
| 374 | 10月11日       | Hiromu（Key.） ひーちゃん（Ba.） 松本（Gt.） リョン（Dr.） | [ 注 35 ] [ 75 ] |
| 421 | 12月30日       | コバソロ こぴ                                              | [ 76 ]           |
| 461 | 2023年 3月10日 | Lefty Hand Cream                                           | [ 77 ]           |

ヴァイナル・ミュージック〜for. EK〜大人の歌謡クラブ → ヴァイナル・ミュージック～for. EK～歩け♪歌謡曲
- 肩書きの欄に記載のないゲストは歌手
- 第5週のみゲストコーナーはなし（番組初月 (2022年4月) を除く)

## テーマ曲
ヴァイナル・ミュージック〜歌謡曲2.0〜
- オープニングテーマとジングルの作曲ならびにタイトルコールは、作・編曲家、シンガーソングライターの前迫潤哉が担当。2021年12月5日放送の『前迫潤哉&十味 音の箱』（文化放送）で前迫本人が明かしたものである[注 36]。
- エンディングでは通常はオープニングテーマと同じインストゥルメンタル曲[注 37]となるが、例外的にパーソナリティに関係した別の曲を流す場合がある。
  - 703号室「裸足のシンデレラ」（2021年4月20日 - 5月1日）
  - Pyxis「流れ星ハーモニー」[注 38]（2021年6月9日）
  - 703号室「片想いうぉーかー」（2021年10月5日 - 10月16日）
  - 703号室「朽世主」（2021年11月2日 - 11月13日）
  - ゆりめり「Stay Home 〜私が帰る場所〜」（2022年4月26日 - 5月6日）
  - 703号室「人間」（2022年5月24日 - 6月3日）

ヴァイナル・ミュージック〜for. EK〜大人の歌謡クラブ
- テーマ曲（アウトロ部分のジングルも含む）はシンガーソングライター・YuM（女優・三野友華子の音楽活動名義）が番組のために作曲した「暁」のインストバージョンを放送開始より使用されている。2024年6月8日（7日深夜）放送分では、YuM作詞による同楽曲のボーカル入りバージョンが初披露された。また7月放送分はオープニングでボーカル入りバージョンを1番のみ流した後に各パーソナリティによる挨拶が行われた。両バージョンはYuMの4thアルバム『叶い』（同年6月30日発売）に収録されている[84]。
- また、2022年度のみ文化放送が飛び降りる4:45までのテーマBGMとして、同じくYuMの「とき」のインストバージョン[注 39]が使用された。

ヴァイナル・ミュージック～for. EK～歩け♪歌謡曲
- オープニングテーマは『歌謡曲2.0』で使用されていた前迫潤哉作曲の楽曲を再度採用。エンディングはYuM「とき」のインストバージョンを使用している。

## ヴァイナル・ミュージックスペシャル
2週前に放送された『ヴァイナル・ミュージック〜歌謡曲2.0〜』のプレイリストからセレクトした楽曲を放送する番組。パーソナリティも同じメンバーが務める。母体番組であった『歌謡曲2.0』の終了に伴い、『大人の歌謡クラブ』のパーソナリティが出演していた金曜分も合わせて終了となる。
- ネット局は放送開始の早い順に表記。

| 放送対象地域   | 放送局          | 放送期間                      | 放送時間                  | 備考      |
| -------------- | --------------- | ----------------------------- | ------------------------- | --------- |
| 鳥取県・島根県 | 山陰放送（BSS） | 2021年3月29日 - 2023年3月31日 | 月 - 金曜日 16:00 - 16:20 |           |
| 山形県         | 山形放送（YBC） | 2021年3月29日 - 2023年3月31日 | 月 - 金曜日 18:10 - 18:30 | [ 注 73 ] |
| 青森県         | 青森放送（RAB） | 2022年9月26日 - 2023年3月31日 | 月 - 金曜日 18:25 - 18:45 | [ 注 74 ] |

### 過去のネット局
- 静岡放送（2022年3月28日 - 2022年9月23日　月 - 金曜日 16:00 - 16:20）[注 75]
- 北日本放送（2022年9月26日 - 2022年12月30日　月 - 金曜日 16:00 - 16:20）[注 75]

## イベント
- もっと一緒に!イベント de 浜祭スペシャル 第二部「『ヴァイナル・ミュージック～歌謡曲2.0～』浜祭スペシャルライブ」（2021年11月3日、文化放送メディアプラスホール）[87]
  - 司会：豊田萌絵、坂口愛美
  - 出演：コバソロ、こぴ、未来、703号室、ゆりめり（登場順）
  - イベントの模様は文化放送公式YouTubeチャンネルでライブ配信が行われ、後日、司会のトークパートを除き、下記の4つのコンテンツに分けてアーカイブ公開された。

- コバソロ『これくしょんヴァイナル』リリースイベント&『ヴァイナル・ミュージック～歌謡曲2.0～』コバソロ・スペシャル 一部公開収録（2022年1月12日、タワーレコード渋谷店5F イベントスペース）[88]
  - スペシャルゲスト：未来
  - 一部公開収録パートは同年1月21日の本番組4時台で放送された。